# سد الثنية
سد الثنية أو سد تيزي نايث عيشة أو سد ماهران أو سد مغلدن أو سد بوردين هو سد مائي بطول 6 كـم (4 ميل) يقع غرب مدينة الثنية على وادي مغلدن بولاية بومرداس الجزائرية. شيد ما بين 24 ماي 1911م و26 فيفري 1913م، ويستعمل أساسا في توفير ماء الشرب وماء الري.

## الوصف
كانت بداية أشغال سد تيزي نايث عيشة بتاريخ 24 ماي 1911م لتدوم سنتين أدت إلى استلامه وبداية الخدمة بتاريخ 26 فيفري 1913م.
ويبلغ حجم المياه الممكن تخزينها في «سد ماهران» قبل التوحل قيمة 15,000,000 م3 (19,619,259 ياردة3).
وكان يقوم «سد بوردين» بتموين محطة قطار تيزي نايث عيشة بواسطة الضخ.
وينتمي هذا السد المائي إلى صنف الخزانات المائية، ويستقبل مياهه من المجاري المائية القادمة من قرية ثابراهيمث وقرية مغلدن وقرية قدارة وقرية الصومعة وقرية تيزويغين.
وإذا كان وادي مغلدن هو الذي يجمع مياه شعاب هذه القرى لتصب في هذا السد، فإن ما تبقى من المياه المتسربة يصل إلى وادي عربية الذي يمر في وسط مدينة الثنية، ووادي بومرداس الذي يصب في البحر الأبيض المتوسط قرب مدينة بومرداس.

## المياه
تتميز مياه سد ماهران بكونها صالحة للشرب ومصدرها هو وادي مغلدن.
إلا أن وادي مغلدن ما هو إلا امتداد لمجرى مائي كبير هو وادي بوردين القادم من منطقة دباغة في مرتفعات بلدية بني عمران.
وتتميز هذه المياه المخزنة باحتوائها كمية من المادة العالقة [الفرنسية] يقل تركيز كتلتها عن 2 غرام في اللتر [الإنجليزية].

## المستجمع المائي

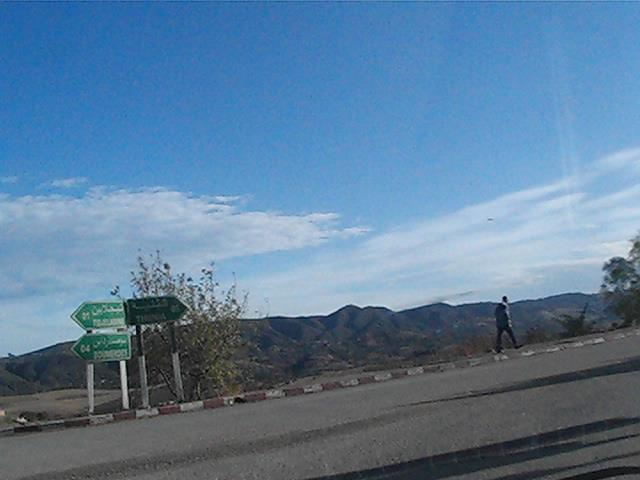
جبال الخشنة حول مدينة تيزي نايث عيشة

تبلغ مساحة المستجمع المائي الذي يمون «سد مغلدن» ما قيمته 3,615 كـم2 (1,396 ميل2).
كما أن الارتفاع المتوسط لهذه المنطقة الرطبة هو 750 م (0.466 ميل).
ويصل قياس هطول المطر [الفرنسية] المتوسط في هذا المستجمع المائي ما قيمته 790 مـم (31 بوصة).
ويصل تدفق المجرى المائي [الفرنسية] المتوسط في وادي مغلدن وهذا المستجمع المائي ما قيمته 5.8 م3/ث (7.6 ياردة3/ث).
أما بالنسبة لمعامل كروب [الإنجليزية] فيصل إلى قيمة متوسطة تتراوح بين 150 و300.

## جلب مياه وادي بوردين

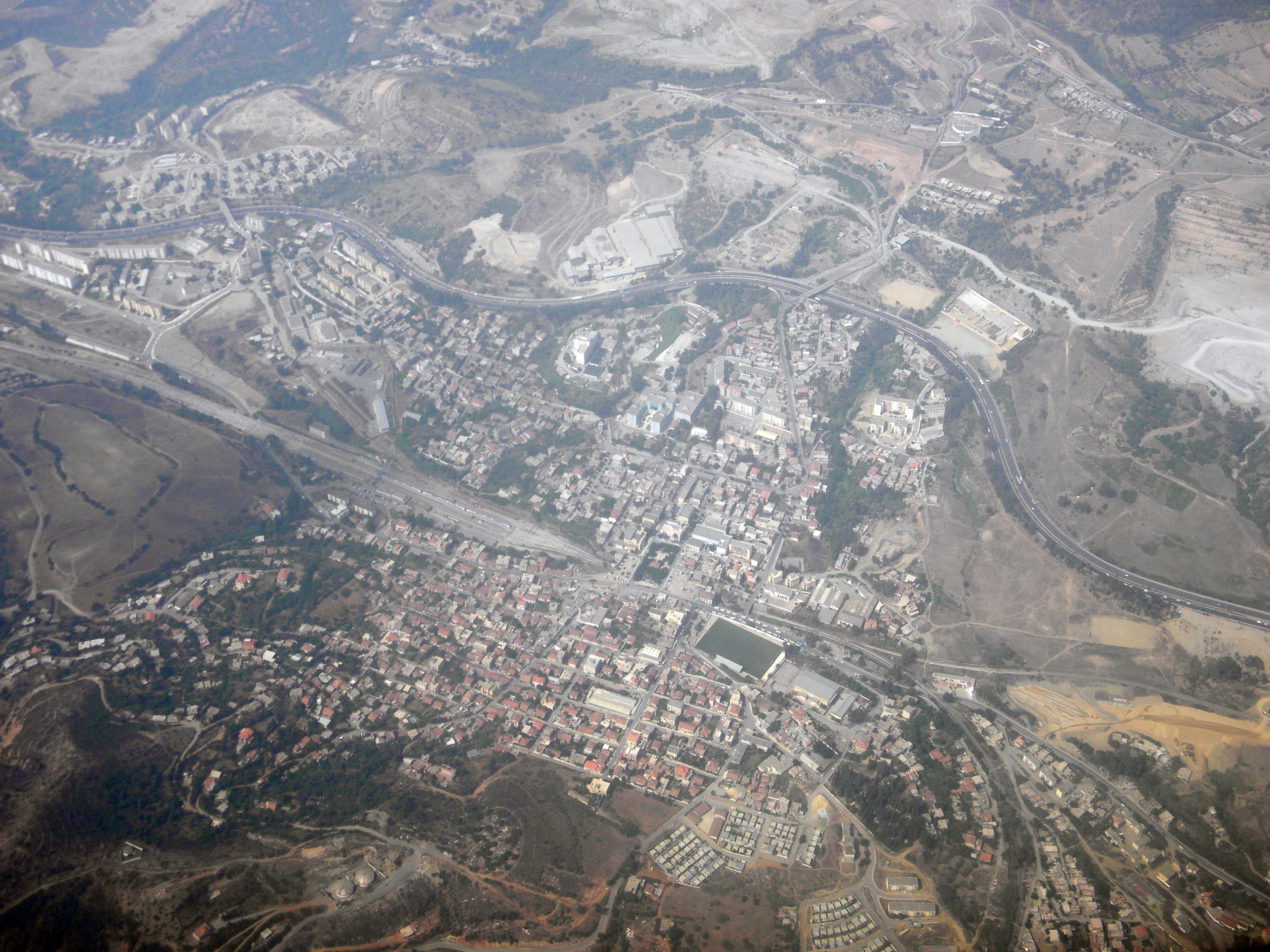
تصوير جوي لمدينة تيزي نايث عيشة

يتم جلب الماء [الفرنسية] إلى «سد ماهران» انطلاقا من المجرى المائي الرئيسي وادي بوردين.
وكان قرار بناء هذا السد في عام 1911م في إطار تطوير مستوطنة الثنية لاستقبال المزيد من الأوروبيين العاملين في السكك الحديدية بعد نحو أربعين سنة من إنشاء «مستوطنة مينيرفيل» (بالفرنسية: Ménerville)‏ في سنة 1872م.
فقام رئيس بلدية بلدية الثنية آنذاك المدعو «فيليب جالابير» (بالفرنسية: Philippe Jalabert)‏ بالإعلان عن مجموعة من أشطر مشروع السد لفائدة المقاولين، وذلك في أجل يبتدئ من 30 أفريل 1911م إلى غاية 24 ماي 1911م، ليستقبل خبير الهندسة المدنية «م. شوزي» (بالفرنسية: M. Chauzy)‏ في مكاتب البلدية ملفات عروض المقاولين، وكذلك تتم عملية العروض على مستوى ولاية الجزائر.
وتم فتح أظرفة ملفات عروض المقاولين على الساعة الثالثة من زوال يوم 24 ماي 1911م في قاعة المداولات داخل مبنى بلدية الثنية.
فقام مسؤولو البلدية في جلسة علنية بمنح مشروع جلب الماء [الفرنسية] من وادي بوردين عبر مناقصة إلى أحد المقاولين.
وبلغت ميزانية مشروع "جلب الماء [الفرنسية]" مبلغ 23 218,30 فرنك فرنسي لأشغال المؤسسة المقاولة، ومبلغ 9 781,70 فرنك فرنسي لتكاليف الإنجاز، ومبلغ 33 000,00 فرنك فرنسي كقيمة كاملة للمشروع، ومبلغ 1 000,00 فرنك فرنسي كوديعة وضمان استوداع [الفرنسية] للمشروع.

## بناء سد ماهران

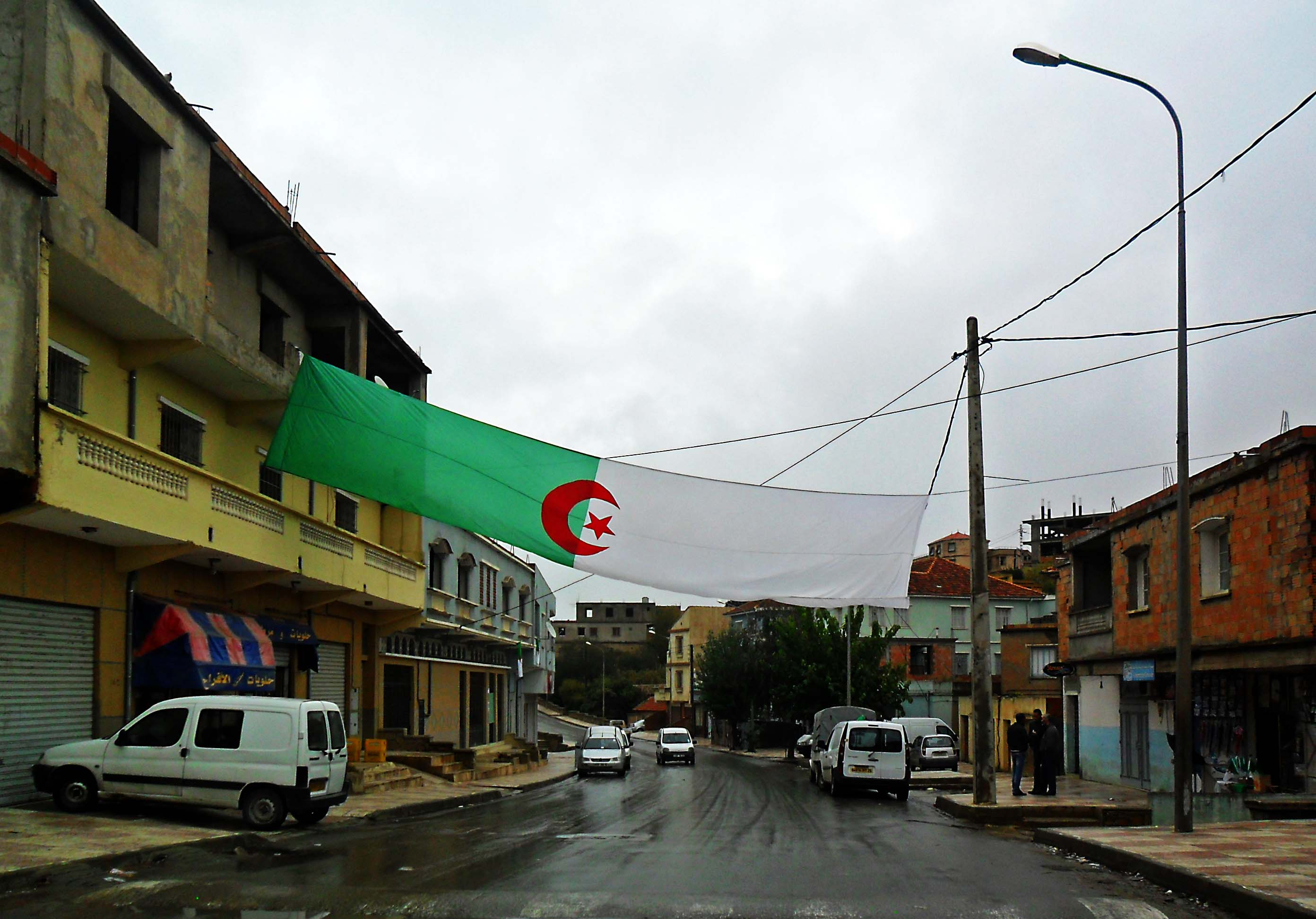
مدينة تيزي نايث عيشة

حينما تم فتح أظرفة ملفات عروض المقاولين على الساعة الثالثة من زوال يوم 24 ماي 1911م في قاعة المداولات داخل مبنى بلدية الثنية، تم الإعلان عن ميزانية إنجاز «سد مغلدن».
فقام مسؤولو البلدية في جلسة علنية بمنح مشروع جلب الماء [الفرنسية] من وادي بوردين عبر مناقصة إلى أحد المقاولين.
وبلغت ميزانية مشروع بناء «سد ماهران» مبلغ 61 272,50 فرنك فرنسي لأشغال المؤسسة المقاولة، ومبلغ 11 727,50 فرنك فرنسي لتكاليف الإنجاز، ومبلغ 73 000,00 فرنك فرنسي كقيمة كاملة للمشروع، ومبلغ 2 500,00 فرنك فرنسي كوديعة وضمان استوداع [الفرنسية] للمشروع.

## أجزاء مشروع سد ماهران
تمثلت أشغال بناء «سد ماهران» في ثلاثة محاور:
1. بناء منشأة السد المائي.
2. بناء مفيض مع قناة تسريب إسمنتية.[5]
3. بناء غرفة تحكم في الصمامات.[6]

### خصائص منشأة السد

موقع بلدية الثنية في ولاية بومرداس

يتمثل «سد مغلدن» في خزان مائي على شكل قوس تاجي في مجرى وادي بوردين الممتد إلى وادي مغلدن في بلدية ثنية بني عائشة.
ويبلغ طوله 68 م (223 قدم) في حين يبلغ عرضه 3.25 م (10.66 قدم).
ويبلغ ارتفاعه 13.26 م (43.50 قدم) فوق قاع المجرى الخاص بوادي مغلدن من الناحية الجنوبية في اتجاه قرية مغلدن.
ويبلغ سمك أساسه من 7.50 م (24.61 قدم) على مستوى أرضية ضفة الوادي.
كما يصل حجم المياه المخزنة قبل التوحل 30,000 م3 (39,239 ياردة3).

## متابعة المشروع
كان المجلس الشعبي البلدي في مدينة تيزي نايث عيشة هو الجهة المكلفة بمتابعة سير إنجاز مشروع «سد مغلدن» ابتداء من عام 1911م.
وقد كانت أشغال السد قد تقدمت بشكل ملحوظ بتاريخ 1 سبتمبر 1912م حينما تمت المصادقة على تقارير المهندس المدني المشرف على الإنجاز.
وكانت مؤسستا المهندس «أوغست شنايدر» (بالفرنسية: Auguste Schneider)‏ والمهندس «فراتيسيي» (بالفرنسية: Fratissier)‏ قد شاركت في اجتماع بلدي يهدف إلى تحديد القيمة المالية النهائية للمشروع.

## استلام سد ماهران
كان إنشاء مدينة ثنية بني عائشة خلال سنة 1872م من طرف الاحتلال الفرنسي للجزائر غداة القضاء على ثورة المقراني.
وكان مشكل التزود بالمياه الصالحة للشرب يواجه المستوطنين الفرنسيين الذين تم استقدامهم من الألزاس واللورين.
ففي حين كان السكان في قرى عرش آيث عيشة يتزودون من مياه الوديان والشعاب والينابيع والآبار التقليدية، كان على الأوروبيين إيجاد مصادر مياه لتمتين وجودهم في السهل المقابل لجبال الخشنة.
وكان استلام وتدشين «سد مغلدن» بتاريخ 26 فيفري 1913م حدثا فاصلا في تواجد الاحتلال الاستيطاني الأوروبي في منطقة القبائل لأنه كان بداية مسار بناء العديد من السدود الأخرى مثل سد شعبة الآخرة في 1945م، وسد إغزر أوفتيس في 1950م، وسد إيغيل أمدة في 1953م.
فتم تدشين السد المائي على وادي مغلدن في ذلك اليوم بحضور رئيس البلدية مصحوبا بالمهندس «م. شوزي» والمقاول «أوغست شنايدر».

## استعمال المياه المخزنة

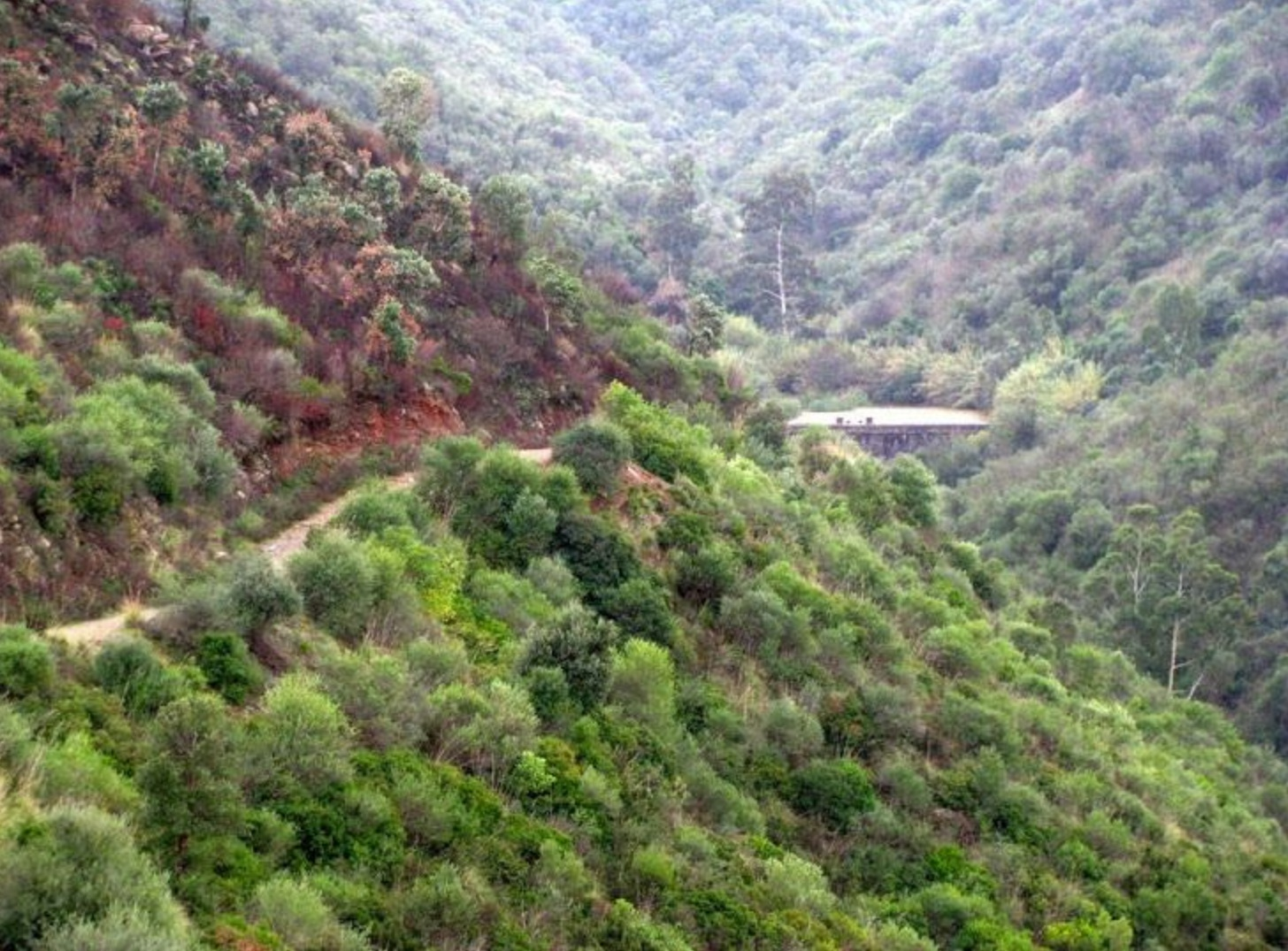
سد ميرالدين، سد مرابطين، ثينيا، منطقة القبائل

كانت مياه «سد ماهران» موجهة خلال سنة 2013م عند تدشينه من أجل تموين مخازن وورشات السكك الحديدية في محطة قطار تيزي نايث عيشة، بالإضافة إلى ضخ مباشر من وادي مغلدن على بعد 300 متر جنوب حوض السد.
فتم تطوير ورشات حرفية وصناعية في مدينة الثنية التي تم تزويدها آنذاك بالكهرباء والماء بما سمح للسكان بدخول المجتمع الحضري كعمال وحرفيين وساكنين خاصة بعد الحرب العالمية الأولى.

## استغلال السد
كان من أهداف إنشاء «سد ماهران» هو تزويد قطارات المتوجهة نحو مدينة تيزي وزو ومدينة قسنطينة بالمياه على مستوى محطة قطار تيزي نايث عيشة انطلاقا من مدينة الجزائر.
وكان موقع هذا السد عبارة عن بركة صغيرة اسمها «اشرب واهرب» بسبب تواجد أسد الأطلس والضباع والضواري الأخرى تأتي للارتواء من الماء.
ويعود اسم «ماهران» إلى الأصل الأمازيغي المتمثل في «آمان ن ويهران» (بالأمازيغية: Aman n Wihran) التي يتم تقليصها عند التداول اليومي إلى كلمة «ماهران» (بالأمازيغية: Mahrane) التي أخذت القرية المجارة لها قرية ماهران اسمها منها باعتبارها «بحيرة الأسود».

## الموقع
يقع «سد ماهران» غير بعيد عن الشريط الساحلي لولاية بومرداس على بعد 20 كلم إلى الجنوب من ميناء زموري، وعلى بعد 4 كلم إلى الغرب من سد بني عمران وعلى بعد 9 كلم إلى الجنوب الشرقي من سد الثنية.
وهذا الموقع الرائع في جبال الخشنة المطلة على الشريط الساحلي والواجهة البحرية، يجعل منه موقعا استراتيجيا مقابلا للطريق الوطني رقم 5.
ويقع «سد مغلدن» على بعد 13 كلم إلى الجنوب الشرقي من مدينة بومرداس، ويطل على وادي يسر.
ويوجد هذا السد قرب مرتفعات منطقة القبائل.

### مواضيع ذات صلة
- وزارة الموارد المائية الجزائرية
- قائمة سدود الجزائر
- قائمة وديان الجزائر
- المجاري المائية في الجزائر
- مشكل المياه في الجزائر
- ولاية بومرداس
- دائرة الثنية
- بلدية ثنية بني عائشة
- قرية ماهران
- قرية مغلدن
- وادي مغلدن

### فيديوهات
- "سد ماهران" على "وادي مغلدن" في "بلدية ثنية بني عائشة" بالجزائر على يوتيوب
- "سد ماهران" على "وادي مغلدن" في "بلدية ثنية بني عائشة" بالجزائر على يوتيوب